# Тарнкова
Тарнкова (пол. Tarnkowa, нім. Trenkau) — село в Польщі, у гміні Ґлубчиці Ґлубчицького повіту Опольського воєводства.
Населення — 73 особи (2011).

## Демографія
Демографічна структура станом на 31 березня 2011 року:
|          | Загалом | Допрацездатний вік | Працездатний вік | Постпрацездатний вік |
| -------- | ------- | ------------------ | ---------------- | -------------------- |
| Чоловіки | 34      | 2                  | 26               | 6                    |
| Жінки    | 39      | 4                  | 22               | 13                   |
| Разом    | 73      | 6                  | 48               | 19                   |